# Bedi Kartlisa

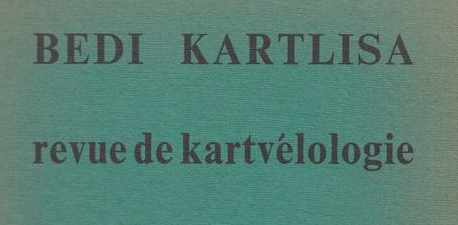
Bedi Kartlisa. Revue de Kartvélologie : titre de couverture.

Bedi Kartlisa. Revue de Kartvélologie est une ancienne revue scientifique internationale spécialisée dans la langue, la littérature et l'histoire de la Géorgie (« kartvélologie »), publiée de 1948 à 1984. Elle a été nommée d'après le poème éponyme « ბედი ქართლისა (« Le Destin de la Géorgie ») », du poète romantique du XIXe siècle Nikoloz Baratachvili.
Fondée par Kalistrate Salia et Nino Salia, deux émigrés soviétiques en France, la revue a d'abord paru uniquement en géorgien jusqu'en 1957, puis a accepté des contributions en français, anglais et allemand. Soutenue par l'Académie des sciences, elle a joué un rôle important dans le développement des études géorgiennes en Europe. Lui a succédé la Revue des études géorgiennes et caucasiennes, annuelle, fondée par Georges Dumézil et Georges Charachidzé.